# Сітак Андрій Геннадійович
Андрій Геннадійович Сітак (2000—2022) — солдат Збройних Сил України, учасник російсько-української війни, відзначився у ході російського вторгнення в Україну, повний кавалер ордена «За мужність».

## Життєпис
Народився 13 грудня 2000 року в с. Герасимівці Роменського району Сумської області. 
Бойовий медик 128 окремої гірсько-штурмової Закарпатської бригади ЗСУ. Повний кавалер ордена «За мужність» (04.03.2022, 19.03.2022, 11.04.2022 (посмертно).
Згідно повідомлення Роменської РДА та міського голови м. Ромни, військовослужбовець помер внаслідок поранення, яке отримав в боях з агресором в ході відбиття російського вторгнення в Україну (місце — не уточнено). .
Похований 18 березня 2022 року в м. Ромнах на Сумщині.

## Нагороди та вшанування
- орден «За мужність» I ступеня (11 квітня 2022, посмертно) — за особисту мужність і самовіддані дії, виявлені у захисті державного суверенітету та територіальної цілісності України, вірність військовій присязі[6].
- орден «За мужність» II ступеня (19 березня 2022) — за особисту мужність і самовіддані дії, виявлені у захисті державного суверенітету та територіальної цілісності України, вірність військовій присязі[7].
- орден «За мужність» III ступеня (4 березня 2022) — за особисту мужність і самовіддані дії, виявлені у захисті державного суверенітету та територіальної цілісності України, вірність військовій присязі[8].